# Ÿ
Ÿ, ÿ, y з умлаутом — літера розширеного латинського алфавіту. Буква Y з умлаутом. Використовується у французькій та угорській мовах у деяких власних іменах.

## Використання
- французька: Aÿ, Faÿ-les-Nemours, Freÿr, L'Haÿ-les-Roses, Moÿ-de-l'Aisne; Jules Balaÿ, Ysaÿe
- угорська: Hutÿra Ferenc, Harasztÿ István, Danÿ Margit, Méhelÿ Lajos, Isabella von Croÿ-Dülmen

Написання Ÿ означає, що буква Y читається сама собою, не утворюючи комбінацій із сусідніми буквами.
Як хеві-метал-умлаут присутній у назві американської прогресив-метал групи Queensrÿche.

## Характеристика
| Символ                      | ÿ                                   | ÿ                                   | Ÿ                                     | Ÿ                                     |
| --------------------------- | ----------------------------------- | ----------------------------------- | ------------------------------------- | ------------------------------------- |
| Unicode name                | LATIN SMALL LETTER Y WITH DIAERESIS | LATIN SMALL LETTER Y WITH DIAERESIS | LATIN CAPITAL LETTER Y WITH DIAERESIS | LATIN CAPITAL LETTER Y WITH DIAERESIS |
| Encodings                   | decimal                             | hex                                 | decimal                               | hex                                   |
| Unicode                     | 255                                 | U+00FF                              | 376                                   | U+0178                                |
| UTF-8                       | 195 191                             | C3 BF                               | 197 184                               | C5 B8                                 |
| Числове позначення символів | &#255;                              | &#xFF;                              | &#376;                                | &#x178;                               |
| Named character reference   | &yuml;                              | &yuml;                              | &Yuml;                                | &Yuml;                                |